# Amenophis (Bildhauer in Abydos)
Amenophis (auch Imenemipet) war ein altägyptischer Bildhauer („Oberster der Bildhauer“), der in der späten 18. oder der 19. Dynastie (1323–1190 (1194/93–1186/85) v. Chr.) in Abydos tätig war.
Amenophis ist heute nur noch von einer Stele bekannt, die heute im Louvre aufbewahrt wird. Laut der Inschrift auf der Stele war Amenophis Arbeiter am Totentempel des Pharaos Eje II. Demnach muss er zu dessen Lebzeiten oder etwa in den 150 Jahren danach dort tätig gewesen sein.